# Eupithecia nonferenda
Eupithecia nonferenda là một loài bướm đêm trong họ Geometridae.